# ديفيد بيشوف
ديفيد بيشوف (بالإنجليزية: David Bischoff)‏ (15 ديسمبر 1951، واشنطن العاصمة في الولايات المتحدة - 19 مارس 2018، يوجين في الولايات المتحدة)؛ روائي أمريكي.

## روابط خارجية
- ديفيد بيشوف على موقع IMDb (الإنجليزية)